# Beşiktaş Jimnastik Kulübü 2016-2017 (pallavolo femminile)
Questa voce raccoglie le informazioni riguardanti il Beşiktaş Jimnastik Kulübü nelle competizioni ufficiali della stagione 2016-2017.

## Organigramma societario
Area direttiva
- Presidente: Yıldırım Demirören

Area tecnica
- Allenatore: Kamil Söz
- Allenatore in seconda: Burçin Kundak
- Scoutman: Sefa Gökburun

## Rosa
| N° | Nome              | Ruolo | Data di nascita   | Nazionalità sportiva |
| -- | ----------------- | ----- | ----------------- | -------------------- |
| 1  | Hélène Rousseaux  | S     | 25 settembre 1991 | Belgio               |
| 2  | Tuğba Şenoğlu     | S     | 2 febbraio 1998   | Turchia              |
| 3  | Simay Gazi        | P     | 8 febbraio 1998   | Turchia              |
| 5  | Ksenija Kovalenko | C     | 21 novembre 1986  | Azerbaigian          |
| 6  | Lise Van Hecke    | O     | 1º luglio 1992    | Belgio               |
| 7  | Çağla Akın        | P     | 19 gennaio 1995   | Turchia              |
| 8  | Dilara Bilge      | O     | 20 agosto 1990    | Turchia              |
| 9  | Gizem Giraygil    | P     | 8 maggio 1986     | Turchia              |
| 10 | Merve Gülaç       | C     | 29 agosto 1987    | Turchia              |
| 11 | Hümay Topaloğlu   | S     | 3 agosto 1996     | Turchia              |
| 12 | Bihter Dumanoğlu  | L     | 3 febbraio 1995   | Turchia              |
| 14 | Zehra Tönge       | L     | 10 aprile 1996    | Turchia              |
| 15 | Tuğçe Ersan       | L     | 17 ottobre 1999   | Turchia              |
| 17 | İremnur Elmas     | C     | 9 maggio 2000     | Turchia              |
| 18 | Zehra Güneş       | C     | 7 luglio 1999     | Turchia              |
| 20 | Yasemin Güveli    | C     | 5 gennaio 1999    | Turchia              |

## Statistiche

### Statistiche di squadra
| Competizione     | Punti | In casa | In casa | In casa | In trasferta | In trasferta | In trasferta | Totale | Totale | Totale |
| Competizione     | Punti | G       | V       | P       | G            | V            | P            | G      | V      | P      |
| ---------------- | ----- | ------- | ------- | ------- | ------------ | ------------ | ------------ | ------ | ------ | ------ |
| Sultanlar Ligi   | 27,72 | 14      | 8       | 6       | 15           | 5            | 10           | 29     | 13     | 16     |
| Coppa di Turchia | -     | 1       | 1       | 0       | 1            | 0            | 1            | 2      | 1      | 1      |
| Totale           | -     | 15      | 9       | 6       | 16           | 5            | 11           | 31     | 14     | 17     |

G = partite giocate; V = partite vinte; P = partite perse

### Statistiche dei giocatori
| Giocatrice   | Campionato | Campionato | Campionato | Campionato | Campionato | Coppa di Turchia | Coppa di Turchia | Coppa di Turchia | Coppa di Turchia | Coppa di Turchia | Totale | Totale | Totale | Totale | Totale |
| Giocatrice   | P          | PT         | AV         | MV         | BV         | P                | PT               | AV               | MV               | BV               | P      | PT     | AV     | MV     | BV     |
| ------------ | ---------- | ---------- | ---------- | ---------- | ---------- | ---------------- | ---------------- | ---------------- | ---------------- | ---------------- | ------ | ------ | ------ | ------ | ------ |
| Ç. Akın      | 29         | 66         | 7          | 28         | 31         | 2                | 1                | 0                | 1                | 0                | 31     | 67     | 7      | 29     | 31     |
| D. Bilge     | 27         | 103        | 87         | 12         | 4          | 2                | 5                | 4                | 1                | 0                | 29     | 108    | 91     | 13     | 4      |
| B. Dumanoğlu | 29         | 0          | 0          | 0          | 0          | 2                | 0                | 0                | 0                | 0                | 31     | 0      | 0      | 0      | 0      |
| İ. Elmas     | 0          | 0          | 0          | 0          | 0          | -                | -                | -                | -                | -                | 0      | 0      | 0      | 0      | 0      |
| T. Ersan     | 3          | 0          | 0          | 0          | 0          | -                | -                | -                | -                | -                | 3      | 0      | 0      | 0      | 0      |
| S. Gazi      | 4          | 0          | 0          | 0          | 0          | 0                | 0                | 0                | 0                | 0                | 4      | 0      | 0      | 0      | 0      |
| G. Giraygil  | 25         | 7          | 2          | 2          | 3          | 2                | 0                | 0                | 0                | 0                | 27     | 7      | 2      | 2      | 3      |
| M. Gülaç     | 24         | 50         | 37         | 8          | 5          | 1                | 0                | 0                | 0                | 0                | 25     | 50     | 37     | 8      | 5      |
| Z. Güneş     | 27         | 179        | 107        | 56         | 16         | 2                | 11               | 3                | 4                | 4                | 29     | 190    | 110    | 60     | 20     |
| Y. Güveli    | 27         | 111        | 59         | 41         | 11         | 2                | 7                | 4                | 1                | 2                | 29     | 118    | 63     | 42     | 13     |
| K. Kovalenko | 13         | 52         | 33         | 11         | 8          | -                | -                | -                | -                | -                | 13     | 52     | 33     | 11     | 8      |
| H. Rousseaux | 29         | 359        | 308        | 32         | 19         | 2                | 28               | 24               | 0                | 4                | 31     | 387    | 332    | 32     | 23     |
| T. Şenoğlu   | 29         | 340        | 267        | 26         | 47         | 2                | 17               | 12               | 2                | 3                | 31     | 357    | 279    | 28     | 50     |
| Z. Tönge     | 4          | 0          | 0          | 0          | 0          | 0                | 0                | 0                | 0                | 0                | 4      | 0      | 0      | 0      | 0      |
| H. Topaloğlu | 27         | 62         | 54         | 4          | 4          | 2                | 4                | 3                | 1                | 0                | 29     | 66     | 57     | 5      | 4      |
| L. Van Hecke | 29         | 390        | 343        | 28         | 19         | 2                | 31               | 31               | 0                | 0                | 31     | 421    | 374    | 28     | 19     |

P = presenze; PT = punti totali; AV = attacchi vincenti; MV = muri vincenti; BV = battute vincenti